# José Maria de Oliveira Souza
José Maria de Oliveira Souza (Bicas, 13 de maio de 1900 — Rio de Janeiro, 26 de junho de 1965) foi um comerciante, advogado e político brasileiro do estado de Minas Gerais.
Filho de Joaquim José de Souza e Ana Goulart de Oliveira Souza, Oliveira Souza casou-se com Maria José de Oliveira Souza. Foi vereador três vezes e prefeito de Bicas.

Foi o fundador do jornal O Município, que veio dar continuidade à Gazeta Municipal dirigida por seu pai. Conduziu a política da cidade até o final da década de 1950. Criou o bairro Santana, onde está a avenida e uma rua com o seu nome. Doou terrenos para diversas obras públicas da cidade.
Foi deputado estadual em Minas Gerais, durante o período de 1959 a 1967 na 4ª e na 5ª legislatura, pelo Partido Social Democrático (PSD).